# Šeher
Šeher (en serbe cyrillique : Шехер) est un village de Bosnie-Herzégovine. Il est situé dans la municipalité d'Osmaci et dans la république serbe de Bosnie. Selon les premiers résultats du recensement bosnien de 2013, il compte 634 habitants.

## Géographie
Seher n'est pas loing de la ville de Tuzla Et de Kalesia

## Démographie

### Évolution historique de la population dans la localité
| 1948 | 1953 | 1961 | 1971  | 1981  | 1991  | 2013 |
| ---- | ---- | ---- | ----- | ----- | ----- | ---- |
| -    | -    | 783  | 1 006 | 1 115 | 1 187 | 634  |

|  |